# (2461) Clavel
(2461) Clavel (1981 EC1) – planetoida z grupy pasa głównego asteroid okrążająca Słońce w ciągu 5,7 lat w średniej odległości 3,19 au. Odkryta 5 marca 1981 roku.